# Spessarthütte
Die Spessarthütte war eine der acht Glashütten in Ilmenau im Thüringer Wald. Eigentlich hieß das Unternehmen Möller, Jungwirth und Griebel, jedoch wurde die Hütte auf historischen Gründen von der Ilmenauer Bevölkerung als Spessarthütte bezeichnet. Sie war von 1904 bis 1950 in Betrieb.

## Geschichte
Die Unternehmer Möller, Jungwirth und Griebel gründeten 1904 die Glashütte unter ihrem Namen in der Schlachthofstraße direkt nördlich des Bahnhofs Ilmenau gegründet. Das Hüttengelände war recht ansehnlich: es umfasste neben zwei Hüttengebäuden noch viele Nebengebäude, in denen die Glasbläser arbeiteten, sowie einen direkten Zugang zum Ilmenauer Güterbahnhof.
Produziert wurden vor allem Hohlglas, Rohrglas und verschiedenes Wirtschaftsglas. Bekannt war die Hütte auch für ihre hochwertigen Nuckelflaschen, Teekannen und Kaffeemaschinen, die mit einem Spezialwerkstoff, dem sogenannten Vitrex-Glas gefertigt wurden. In den 1930er-Jahren wurde die Hütte mit ihren damals knapp 300 Mitarbeitern von den Spessarter Hohlglaswerken Lohr übernommen, woher auch der Name Spessarthütte rührt. Heute gehört diese unterfränkische Firma zur Gerresheimer-Holding, welche die zeitweise größte Glashütte Deutschlands in Düsseldorf betrieben hatte und seit 2005 zum US-Konzern Owens-Illinois gehört.
Nach dem Zweiten Weltkrieg wurde die Hütte als Volkseigener Betrieb verstaatlicht und vom unterfränkischen Mutterbetrieb abgetrennt. Die Produktion lief noch bis 1950 weiter, bevor die Spessarthütte dann seitens der staatlichen Plankommission der DDR geschlossen wurde. Die etwa 250 Mitarbeiter fanden in den anderen Glashütten der Stadt und des Umlandes einen neuen Arbeitsplatz.
Obwohl sie schon 1950 geschlossen wurde, stand die Spessarthütte noch bis 2001 als Industrieruine nördlich des Bahnhofes. Nachdem die Gebäude bis 2002 abgerissen wurden, befindet sich seit 2004 das Wohngebiet „Zur Spessarthütte“ auf dem alten Areal des Glaswerks. Anders als etwa bei der Sophienhütte oder der Altshütte erfolgte hier keine Bodensanierung (Abtragen/Absuchen des Erdreiches nach umweltschädigenden Industrieabfällen und Rückständen).
Koordinaten: 50° 41′ 14″ N, 10° 55′ 27″ O